# ゼウクソ (小惑星)
ゼウクソ (438 Zeuxo) は小惑星帯に位置する小惑星。1898年11月8日、オーギュスト・シャルロワがニース天文台で発見した。
ギリシア神話のオケアノスとテテュスの娘であるオケアニデスの一柱、ゼウクソにちなんで名づけられた。